# 감벨라

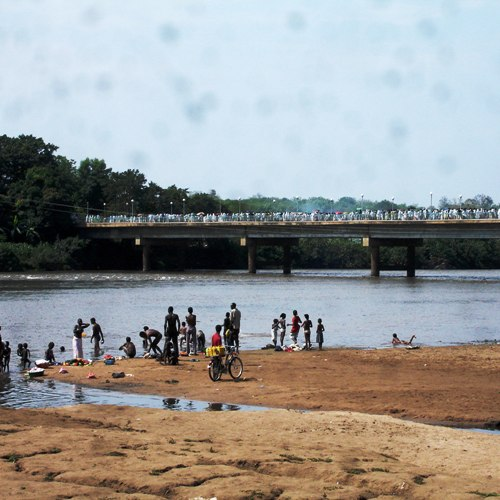
감벨라

감벨라(암하라어: ጋምቤላ)는 에티오피아 서부에 위치한 도시로 감벨라 주의 주도이며 높이는 526m, 인구는 39,022명(2007년 기준)이다.